# آذر برزین‌مهر
بُرزین‌مِهر یا آذَرِ بُرزین‌مِهر؛ نام یکی از آتش‌های مقدس کیش زرتشتی است که از گونه آتش بهرام و یکی از سه آتشکده بزرگ ایران پیش از اسلام بوده و بر روی کوه ریوند خراسان و در نزدیکی دریاچه سووَر بُرزین‌مِهر: آتشِ خاصِ واستریوشان (= کشاورزانِ) ایران‌زمین، در دوره ساسانیان و دوران‌های پیش از آنان، در کنار دو آتشکده اساطیری-تاریخی دیگر: آذر گُشنَسپ (= آتشِ شاهان و رزمیان) و آذر فرن‌بغ (= آتشِ روحانیان) از جایگاه و احترام ویژه‌ای برخوردار بوده‌است.

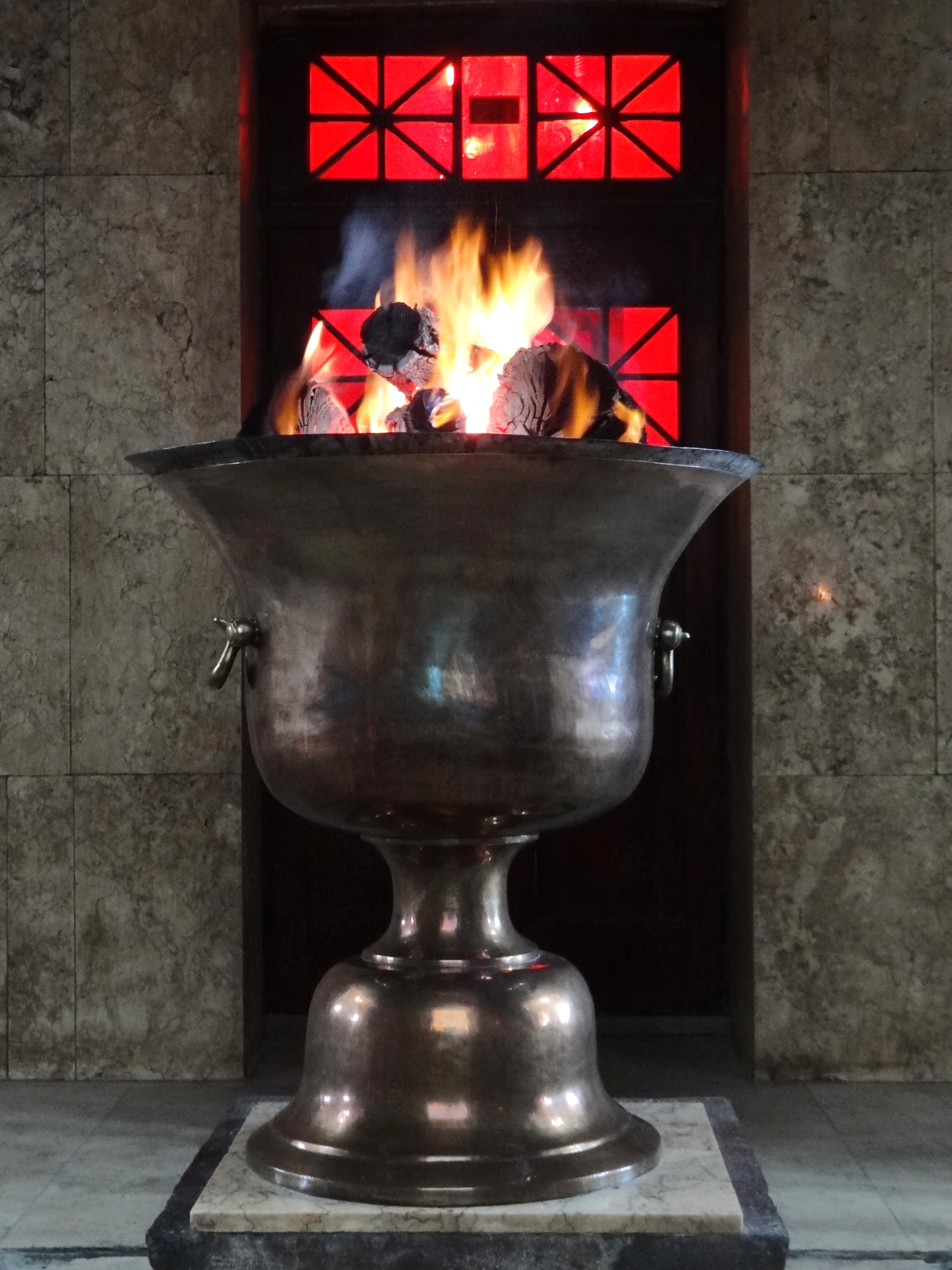
آتش بهرام در یک آتشکده؛ بُرزین‌مِهر از گونه آتش بهرام (ورهرام) بوده که از والاترین و مقدس‌ترین آتش‌ها در کیش زرتشتی است. با فراگرد آوردن شانزده آتش از شانزده منبع مختلف، و تطهیر آن در ۱۱۲۸ بار، در طی آیینی، آتش بهرام فراهم می‌آید. چنان‌که در متون آمده‌است: آتش برزیسِوَه (مینوی آتشان که جایگاه آن در نزد هرمزد خدای در گَردومان است) از آسمان بدان آتش فرود خواهد آمد و براستی؛ روانِ آتش بهرام است.

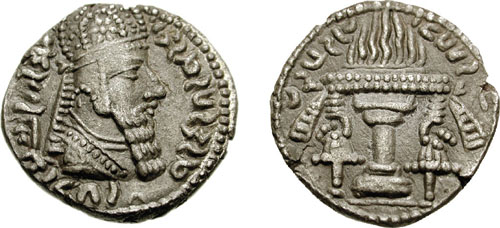
نگاره آتشدان بر سکه اردشیر یکم ساسانی؛ نگاره‌های آتش و آتشدان در آثار دوره مادها، هخامنشیان و پس از آن دیده می‌شود. نگاره آتشدان، در دوره ساسانی، تبدیل به نشانه‌ای ملی گردید که بر پشت سکه‌های پادشاهان این دوره نقش بست. شاهان ساسانی و بسیاری از پادشاهان ایرانی و تورانی پیش از آنان هنگامی‌که بر تخت شاهی می‌نشستند و تاجگذاری می‌کردند، آتشکده‌ای می‌ساختند و این رویداد، مبدأ تاریخ قرار می‌گرفت. در سکه‌های ساسانی، نگاره آتش و آتشدان، نماد مزدیسنا است که خادمان آتش (شاه و ملکه، ایزدان یا موبدان) در دو سوی آن دیده می‌شود.

نام این سه آتشکده، با واژه آذر (= آتش) آغاز شده‌است. آذر در آیین مزدیسنا (کیش زرتشت)، نام ایزد نگهبان آتش است و آتش، نشانه آشکار حضور اهورامزدا است که از آسمان، فرود آمده و ضد دیوان و ستمگران می‌جنگد. این ایزد، در کتاب اوستا، با عنوان «پسر اهورامزدا» خطاب شده، که نشان‌دهنده بلندی جایگاه او در کیش زرتشت است. آذر (آتش)، پیام‌بر (یا پیک) میان مردم و اهورامزداست و مقدس شمرده می‌شود؛ آتش مقدس، در روندی طولانی و دشوار، تطهیر می‌گردد؛ چنان‌که شانزده آتش از منابع مختلف، گردآوری شده و آنگاه ۱۱۲۸ بار آن را تطهیر می‌کنند و این فرایند، یک سال طول می‌کشد و آتش بهرام، پدید می‌آید. بر پایه باورهای اساطیری ایران؛ در جهان، پنج گونه آتش مینوی مقدس وجود دارد. برزین‌مهر، گشنسب و فرن‌بغ، از گونه آتش مقدس سپِنیشت می‌باشند که برای ساختن آن: یک‌هزار آتش، از جاهای گوناگون، فراهم گردیده و در جریان مراسمی دشوار، آتشی یگانه پدید آمده و سرانجام آتش بلندسود (که مینوی آتش‌هاست) از نزد اهورامزدا پایین آمده در آن جای گرفته و روانِ آتش می‌گردد. آتش را در ظرفی به نام آتشدان (یا آفرینگان) نگهداری می‌نمایند که در میان ساختمان آتشکده جای می‌گیرد. آتشکده، مکان مقدس و نیایشگاه زرتشتیان است. روایت است که اهورامزدا، خود، سه آتش برزین‌مهر، فرن‌بغ و گشنسب را به صورت آتش بهرام نشانید. این سه آتش، از ایزد بهرام و سروش، پشتیبانی و یاری می‌گیرند.

## نام‌شناخت
آذرِ بُرزین‌مِهر [āzar borzīn- mehr]؛ در فارسی میانه: ādur Ī burzēn mihr یا آتور بورگین‌میتر
ātur burzēn-mitr یا آتور بورژین میتر خوانده می‌شود. بُرزین‌مِهر به معنی مهر بلندپایه؛ و آذر برزین‌مهر = آتشِ مهرِ بلندپایگاه، در بر گیرنده سه جزء است:
- آذَر؛ ātur در زبان پهلوی[۲۶]؛ در اوستا به صورت آتر و آترش آمده؛ به معنی آتش، و همچنین نام ماه نهم و روز نهم پارسی[۲۷] و نیز نام یک ایزد است.[۲۸] آتش، یکی از چهار عنصر مقدس (= آب و آتش و باد و خاک) در نزد ایرانیان؛ و ایزدِ آذر، دستیارِ امشاسپندِ اردی‌بهشت (پاسبان آتش در جهان مادی) مورد ستایش و نیایش ایرانیان است. آتش، گرمای زندگی و روشنی‌بخش نیمی از زندگی، در نبودِ خورشید است. ایرانیان در کنار آتش، نیایش کرده‌اند و برای پاسداری از آتش، آتشکده‌های بسیار و جشن آذرگان را برپاساخته‌اند.[۲۹]
- بُرزین؛ burzin در زبان پهلوی[۳۰]؛ به معنی بلندترین، بلندمرتبه‌ترین، بالاترین و باارج‌ترین[۳۱] بورز (burz): به معنی حرمت و احترام؛ بلندی، بزرگی، شکوه و برز (bōrz) است. برز: به معنی زیبایی و بلندی بالای و مطلق بلندی را نیز گفته‌اند و قد و قامت آدمی و شکوه و عظمت باشد و بلندی بالای مردم و چاروا را نیز گویند.[۳۲] واژه "برزین" (با "ز") صورت پارتی از این کلمه است.[۳۳]
- مِهر؛ mitr و mihr در زبان پهلوی[۳۴]؛ که در اوستا به صورت میتره و در زبان پهلوی، میترو نیز خوانده می‌شود، ایزد مهر و محبت و دلیری و قضاوت و عهد و پیمان و نور و فروغ است.[۳۵] مهر، همیشه بیدار و نگران مردم است همچون گردان و پهلوانان.[۳۶]

ارتباط و پیوند نام این آتش (برزین‌مهر) و کشاورزان (دهقانان، برزیگران) شایان توجه است؛ اگر صفت معروف مهر، دارای چراگاه‌های فراخ، را در پیش نگاه داشته باشیم. از این دو امر؛ اهمیت مهر به عنوان ایزد طبقه تولیدکنندگان و کشاورزان روشن می‌شود. نام این آتشکده، از پیشینه دیرین آن حکایت می‌کند؛ برخی از ایران‌شناسان بر این باورند که احتمالاً چنین نامی در عصر میترایی، دوران پیش از زرتشت، وجود داشته‌است.

آذربُرزین‌مِهر، در متون مختلف؛ به گونه‌ها، نام‌ها و تعابیر دیگری همچون: آذر مهر، آذر سودی‌مهر، آذر پُرسود، آذر برزین و آذر مهربرزین آمده؛ همچنین در ادبیات پارسی، واژه «برزین» به تنهایی، به جای آذر برزین‌مهر به کار رفته‌است. برزین، همچنین نام چند تن از بزرگان ایران، از جمله: نام پدر جهن در زمان فریدون، نام پسر گشتاسب، نام پدر بهزاد، نام سردار انوشروان؛ و همچنین مهربرزین نام پسر فرهاد یا خراد در زمان بهرام گور و برزمهر، نام یکی از دبیران روزگار اردشیر پاپکان و نام موبدان موبد زمان انوشیروان بوده‌است.

## جایگاه مینوی و اجتماعی

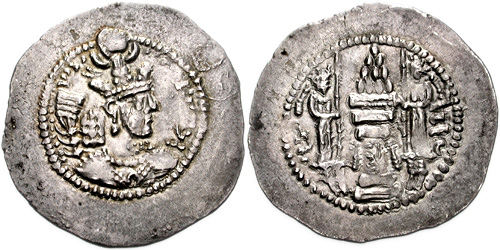
نگاره آتش بهرام، بر روی سکه یزدگرد ساسانی. بُرزین‌مِهر، یکی از آذران بهرام و بزرگ دوره ساسانی بوده‌است.

برزین‌مهر همچون فرن‌بغ و گشنسب و دیگر آتشان بزرگ، از نوع آتشان بهرام است که مهم‌ترین و مقدس‌ترین گونه آتش‌ها در دین زرتشتی به‌شمار می‌آیند. آتش بهرام، نگهبان همه آتش‌های جهان است. تنِ (جسمِ) برزین‌مهر، فرن‌بغ و گشنسب؛ از آتش مادی است و روان آن‌ها از فَرّه است که از خدایان برآمده‌است. این آتش، جزء سه امشاسپند برگفتار (بهمن، اردیبهشت و برزین‌مهر) است که به تجلی مادی بر گشتاسپ و انجمن بارگاهیان آشکار شدند. این سه آذر مینوی و سپس، دیگر آتشان، برای از میان بردن دروغ و نگهبانی از آفریدگان، آفریده شده‌اند. اورمزد (اهورامزدا) در آغاز آفرینش، همه زمین را برای پاسبانی به آذرفرنبغِ تکاور، آذرگشنسبِ ورجاوند و آذربرزین‌مهرِ پُرسود که همانند آسرون (روحانی)، ارتشتار (سپاهی) و واستریوس (کشاورز) ند سپرد و آن‌که کشاورز است، آذربرزین‌مهر او را یارتر است.

تفسیر پهلوی آتش نیایش، کار برزین‌مهر را واستریوشی (کشاورزی) بازشناخته و گفته‌است: کشاورزان، با یاوری این آتش، در کار کشاورزی، داناتر، تخشاتر و پاکیزه‌تر هستند. برزین‌مهر، آتش محبوب اشکانیان (پارتیان) بود و به عنوان پرستشگاه و زیارتگاه مورد توجه حکومت و مردم آن دوران، از احترام و ارجمندی ویژه‌ای برخوردار بود. در دوران ساسانیان؛ این آتشکده به همراه دو آتشکده بزرگ دیگر، زیارتگاه خاص و عام؛ و آذربرزین‌مهر، آتشکده ویژه طبقه واستریوشان (کشاورزان) بوده‌است. سرانجام اینکه، بر پایه باورهای دینی زرتشتی؛ در هزاره اوشیدَر، پَشوتَن با کمک آتشان فرن‌بغ، گشنسب و برزین‌مهر به بتکده بزرگِ اهریمنِ گناهکار دست یافته و آن را نابود خواهند کرد.

## در کتاب اوستا

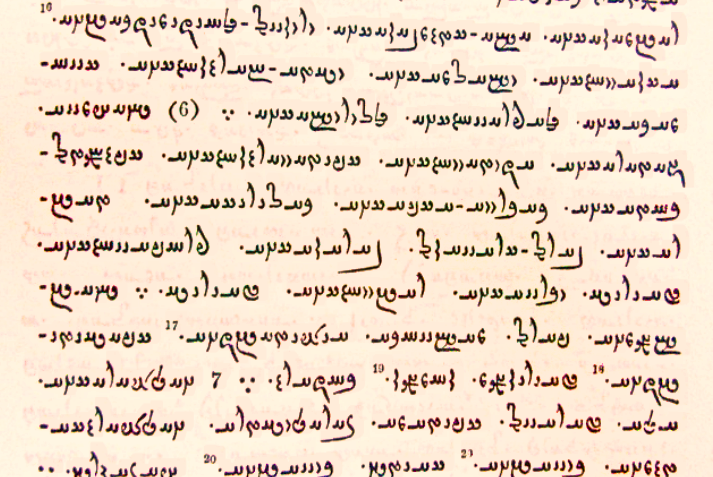
پاره ششم از بخش زامیادیشت دفتر یشتها به زبان اوستایی که در آن از کوه رئونت یا کوه ریوند، پایگاه بُرزین‌مِهر، نام برده شده‌است.

اوستا کهن‌ترین نوشتار ایرانیان و کتاب کیش زرتشت است. در زامیادیشت از دفتر یشت‌هایِ کتاب اوستا از کوه رئونت (یا ریوند)، که بر اساس گفتار متن پهلوی بندهش؛ در بالای آن، آذربرزین‌مهر بر پای گردیده، یاد شده‌است. همچنین در بند نهم (روز نهم= آذر روزِ) دو سیروزه کوچک و بزرگ، و در بند ششم آتش بهرام نیایش از پنج نیایش دفتر خرده‌اوستا (یکی از بخش‌های اوستا)، از این کوه در کنار چند آذر، ایزد، دریاچه و کوه مقدس دیگر یاد شده و بر آنان، ستایش و نیایش و خشنودی و آفرین خوانده‌است. گمانی نیست که یادکرد نام ریوند در نیایش‌ها و دعاهای خرده‌اوستا، به این خاطر است که آتشکده آذر برزین‌مهر در آنجا بوده. اما در پازند بند بیستم آتش بهرام نیایش، از آذر برزین‌مهر یا آدر برژین‌مهر در کنار آذر گُشنسپ و آذر فَرن‌بَغ و دیگر آتشان (آتش‌ها، آذرها) که به دادگاه نشانده شده‌اند (در پرستشگاه‌ها برقرار گردیده‌اند) نام برده، و بر افزایش بزرگی و فَرّ آن‌ها دعا شده‌است.

## پیشینه تاریخی و اساطیری

### پیشینه اساطیری
بر پایه روایات دینی زرتشتی؛ اهورامزدا (هرمزد)، در آغاز آفرینش؛ سه آتش فَرن‌بَغ و گُشنَسپ و بُرزین‌مِهر را برای پاسبانی جهان و جهانیان آفرید و همه کار جهان، به یاری آنان، انجام می‌گرفت. و در سرگذشت ایرانی آغاز آفرینش (بُندَهِش [bun-dahišn]= آفرینش آغازین) پس از اولین یورش اهریمن به جهان؛ پیمان نبردی در نه‌هزار سال بعد میان اهورامزدا و او بسته می‌شود. اهریمن، در پی دعای اهورامزدا، بی‌هوش می‌شود و به دوزخ می‌افتد. اما در پایان سه‌هزاره دوم، یاران و همدستان اهریمن او را هوشیار می‌سازند و سرانجام نبردهایی دهگانه، میان اهریمن و آفریدگان اهورامزدا درمی‌گیرد. در رویداد تاختن اهریمن و همدستان او به گیتی است که بُرزین‌مهر وارد میدان می‌شود. چنان‌که در هفتمین نبرد (نبرد آتش و دیو اهریمنی اِسپَنجَروش) برزین‌مهر به یاری سه آتش دیگر، در برابر اهریمن می‌ایستند. «اسپنجروش» (سپَنجَروش [spinjaruš] یا سپوزگر یا سپنجگر یا سپنجغروش): دیوی است در ابرها که با آتش وازِشت، دشمنی دارد او ابرِ باران را می‌برد و می‌کوشد تا از فروریختن باران، پیشگیری نماید. و «وازِشت» (یا وازیشت [wāzišt]) که یکی از پنج نوع آتش مقدس کیش زرتشتی است؛ آتشی است که در ابر، حرکت دارد، تیرگی و تاری هوا را نابود می‌کند. او همراه باد و ابر است و کار او باران‌سازی است. به تعبیری: نور آتشین (آذرخش) از گُرزِ آتشینِ وازشت است و صدای رعد که پس از آن شنیده می‌شود غرش سپنجروشِ دیو است. باری؛ در هنگامه‌ای که سپنجروش به جهان حمله کرد [تا نگذارد که ابر، باران ببارد و جهان، تیره و تار باشد]؛ آتش وازشت، باران‌سازی می‌کرد و سه آتش برزین‌مهر، فرن‌بغ و گشنسب؛ از جهان پاسداری می‌کردند و آفریدگان (مخلوقات) را می‌پاییدند (مراقبت می‌کردند).
چنان‌که گذشت: از آغاز آفرینش، برزین‌مهر و گشنسب و فرن‌بغ، برای پاسبانی جهان و پاسداری از آفریدگان، آفریده شدند. در روایت‌های دینی آمده‌است که در آن زمان‌ها؛ مردم جهان، به وسیله گاو سریسوگ (یا هَدَیوش)، از دریاها گذر کرده و از کشوری (= اقلیم یا سرزمین) به کشور دیگر می‌رفتند. در زمان تهمورث یا هوشنگ (از شخصیت‌ها و فرمانروایان دوران اساطیری) بود که مردم بر پشت سریسوگ، سوار بودند و از خونیرس (شامل سرزمین‌های ایران، عربستان، آسیای صغیر، هند، چین و ترکستان (آسیای مرکزی) در جغرافیای امروز) به کشورهای دیگر می‌رفتند. شبی به ناگاه، دریا توفانی شد و آتشی که در آتشدانی بر پشت سریسوگ بود [و جهان را روشن می‌کرد] به همراه آتشدان، به دریا افتاد [و جهان، تاریک شد] در این هنگام بود که سه آتش برزین‌مهر، فرن‌بغ و گشنسب [به یاری و پاسداری مردمان آمدند] درخشیدند و همه جا را روشن کردند تا مردم از دریا گذشتند.
نیز گفته شده که جم (= جمشید: از کهن‌ترین چهره‌های اساطیری هند و ایرانی که به یاری اهورامزدا بر جهان سروری یافت و جهان را به آرمان‌شهری سرشار از آرامش و نیک‌بختی و نیک‌روزی تبدیل نمود) بیشتر کارهای خود را به کمک و یاری این سه آتش به انجام می‌رسانید. به هر روی؛ برزین‌مهر، همچنان در زمان‌های بعد در جهان می‌وزید [در حرکت بود و در جای خاصی استقرار نداشت] و از جهان و جهانیان پاسبانی و پاسداری (مراقبت) می‌کرد تا اینکه در زمان گشتاسب (از فرمانروایان ایران دوره اساطیری)؛ انوشه‌روان زرتشت، دین خود را به گشتاسب و فرزندان وی عرضه کرد. به گزارش «روایت پهلوی»؛ در این هنگام بود که اهورامزدا؛ بهمن و اردیبهشت و برزین‌مهر را برای دعوت به دین، به خانه گشتاسب فرستاد. بهمن و اردیبهشت، ازجمله اَمشاسپَندان شش یاهفت‌گانه هستند که جلوه‌های اهورامزدا به‌شمار می‌آیند و کارهای بزرگ جهان را آن‌ها به انجام می‌رسانند. بهمن، برترین امشاسپند است و کردار مردم را در واپسین روز (روز حسابرسی) می‌سنجد؛ و اردیبهشت، زیباترین امشاسپند، و نماد نظام جهانی، قانون ایزدی و نظم اخلاقی جهان است. همراه نمودن برزین‌مهر با این دو امشاسپند گرانمایه، در جریان دعوت گشتاسب به دین، نشان از جایگاه بالای برزین‌مهر در نزد اهورامزدا و باورهای دینی زرتشتی است.
اما «وِجَرکَرد دینی» (وزرکرد دینی)؛ در این مایه، چنین روایت می‌کند که بامدادهنگام، سقف خانه گشتاسب، شکافته و زرتشت با درخشندگی مینوی و همراه با دفتر اوستا و آتش برزین‌مهر و درخت سرو، نزد گشتاسب پدیدار شد و آتش را به دست گشتاسب داد؛ گشتاسب، آن را به جاماسب، اسفندیار و دیگران داد و آتش دست کسی را نسوزاند. سرانجام؛ گشتاسب، دین پذیرفت و آتش برزین‌مهر را به کوه ریوند (که آن را پشته گشتاسپان نیز می‌نامند) به دادگاه (آتشکده) نشانید. در «شاهنامه» چنین آمده‌است که گشتاسب، پس از گرویدن به دین زرتشت، سرو بهشتی را در پیش درب آتشکده برزین‌مهر در کشمر کاشت. و در جایی دیگر؛ میدیوماه، شاگرد زرتشت، چنین می‌گوید که آذربرزین مهر ورجاوند و پیروز، بدون هیزم، و به خودی خود، سوزان بود و آب و خاک، بر آن اثر نداشت.

### پیشینه تاریخی

#### دوره پارتی و پیش از آن
به خاطر احترامی که در روزگاران کهن به کشاورزان گذاشته می‌شد، تردیدی نیست که عمر آتش برزین‌مهر بسیار قدیم‌تر از تاریخ ظهور زرتشت باشد. از این روی؛ گمان می‌رود این آتش و دو آتش مقدس و بزرگ دیگر کیش زرتشتی، نه در دوره هخامنشیان، بلکه دستِ کم؛ در اوایل دوره پارتی نشانده شده باشند. بُرزین‌مهر، آتش خاص پارتیان بود و در کوه ریوند خراسان و در خود پارت قرار داشت، همچنین پارتیان بخاطر نقشی که آتش محبوبشان (برزین‌مهر) در ماجرای گرویدن و ایستادن گشتاسب و فرزندان وی به دین ایزدان داشته، گویا احترام ویژه‌ای برای این آتش، قائل بودند و این نقشی بود که پیش از آن، در داستان گروش گشتاسب، بر پایه روایت کتاب «دینکرد»، تنها ایزد آذر از آن برخوردار بود. چنین انتظار می‌رود این افسانه مومنانه (که روحانیان برزین‌مهر در ساختن آن نقش داشتند)، زائران فراوانی را در سرتاسر دوره پارتی به زیارت برزین‌مهر کشانده باشد و همچنین برخی منابع، گویای این است که اشکانیان (سلسله فرمانروایی پارتیان) خود را وقف این آتش مقدس کرده بودند و به آن هدایای بسیاری تقدیم می‌کردند.

#### دوره ساسانی
در «کارنامه اردشیر بابکان» آمده‌است بابک ساسانی، پیش از رسیدن اردشیر به پادشاهی، در سه شب پی‌درپی، خواب‌هایی می‌بیند که خوابگزاران آن سه خواب را، به رسیدن او یا یکی از فرزندان او به پادشاهی جهان، تعبیر می‌کنند؛ بابک، در خواب شب سوم، آذران فرن‌بغ و گشنسب و بُرزین‌مهر را در خانه ساسان می‌بیند که می‌درخشند و به کیهان، روشنی می‌بخشند. همچنین؛ در برخی منابع؛ یزدگرد اول ساسانی، به عنوان سوگندخورده فرن‌بغ و برزین‌مهر معرفی شده‌است. آذر برزین‌مهر در دوره ساسانی، در کنار دو آتشکده بزرگ و رسمی دیگر کشور، آذر فرن‌بغ و آذر گشنسب، محل ستایش مخصوص بودند و بیش از سایر زیارتگاه‌ها زینت و ثروت داشتند. در این دوره، آذر گشنسپ (آتش شاهان و رزمیان) و آذر فرن‌بغ (آتش روحانیان) نسبت به برزین‌مهر (آتش کشاورزان) که متعلق به طبقات پایین‌تر جامعه در این دروان بود، بیشتر مورد توجه قرار گرفت؛ و چنین به نظر می‌رسد که در این دوران، بُرزین‌مِهر، به جایگاه سوم تنزل یافته بود. پس بیراه نیست که در مقایسه با دو آتش رسمی دیگر نیز، گزارش‌های متن‌های دینی و تاریخی نیز دربارهٔ آذر برزین‌مهر بسیار اندک است.

#### دوره اسلامی
با بررسی پژوهش‌ها و نوشتارهای موجود دربارهٔ آذر برزین‌مهر، چنین به نظر می‌رسد که از جایگاه و وضعیت این آتشکده در سده‌های اسلامی، اطلاع چندانی در دست نیست. چنان‌که در «دائرةالمعارف بزرگ اسلامی» آمده‌است: در دوران اسلامی، برخی آتشکده‌ها تا چند قرنی پابرجای بودند، با روی‌آوردن ایرانیان به اسلام به تدریج از شمار آن‌ها کاسته شد و به ویرانی گرایید. ویرانه‌های بسیاری از آن‌ها اکنون باقی است. بعضی آتشکده‌ها با تغییراتی تبدیل به مسجد شد، مانند مسجد جمعه اصفهان یا اردستان و جز آن. نیز در وقایع این دوران آمده‌است که عبدالله بن عامر، پس از دست یافتن بر نیشابور، آتشکده کهندژ شهر را خراب کرد و به جای آن، جامع ساخت.

رشید شهمردان، پژوهشگر تاریخ زرتشتی نیز در آثار خود؛ از ویرانی، تغییر کاربری آتشکده‌ها و پرستشگاه‌ها و دیگر آثار معماری و فرهنگی ایران، به ویژه در دوران حمله تازیان به ایران، خبر می‌دهد و ابراهیم پورداود، اوستاشناس، در سبب نادرستی جای برزین‌مهر در شعر مسعود سعد سلمان (=چو برفروختی از تیغ آتش اندر هند/ به شهر فارس فرو برد آتش برزین) نوشته‌است: «جز این‌که بگوییم در روزگار این گوینده زردشتی که در پایان سده هفتم هجری از جهان درگذشت، این سه آتشکده (برزین‌مهر، فرن‌بغ و گشنسب) که روزی از زیارتگاهان ایرانیان بوده، با خاک یکسان شده و از آن‌ها چیزی به جز نام باقی نمانده بود.» پورداود، سپس به گزند مغول که همه چیز ایران را زیر و رو کرد اشاره می‌کند.

## برزین‌مهر و ادب پارسی
با اینکه از سرگذشت و حیات تاریخی بُرزین‌مهر در سده‌های هجری، کمتر نشانی می‌توان یافت اما در شعر و ادب فارسی به حیات خود ادامه داده، و نقش و نشان برزین‌مهر در کیش زرتشت (به ویژه ماجرای دین‌پذیرفتن گشتاسب) و در تاریخ و جغرافیای تاریخی ایران قدیم؛ یکی از عمده‌ترین محورهای پدیداری آن در ادبیات فارسی است:
| پس، آزاده گشتاسب برشد به گاه؛ |  | فرستاد، هر سو به کشور، سپاه.  |
| پراگند، گرد جهان، موبدان؛     |  | به آیین، نهاد آذرِ گنبدان:     |
| نخست آذر مهر برزین نهاد؛      |  | به کشور، نگر تا چه آیین نهاد! |
| یکی سرو آزاد بود، از بهشت؛    |  | به پیش در آذر اندر، بکشت      |
| نسبتش بر آن زاد سرو سهی؛      |  | که پذرفت گشتاسب دین بهی       |
| فرستاد هر سو به کشور پیام؛    |  | که چون سرو کشمر به گیتی کدام  |
| زمینو فرستاد زی من خدای؛      |  | مرا گفت از اینجا به مینو برآی |
| کنون هر که این پند من بشنوید؛ |  | پیاده سوی سرو کشمر روید       |

«شاهنامه» حکیم توس
| ای دریغا شهر نیشابور و آن ریوند پاک |  | کاذر برزین فروزان گشت از رستای او |
| ای دریغا خطه کشمر که دست زردهشت     |  | کشته سروی ایزدی در خاک مینوسای او |

«ملک‌الشعرای بهار»
در باورهای اساطیری ایرانی، آذر (آتشِ) برزین‌مهر با امشاسپند اردیبهشت، دارای ارتباط ویژه‌ای است؛ اردیبهشت، تنها امشاسپندی است که با آتش در ارتباط است؛ او در نقش فرشته آتش، نماد و نشانگر پاکی و طهارت است. ایزد مهر، ایزدی است که با آتش ارتباط دارد. مهر دارای دشت‌های فراخ است و کیفیات و صفات بسیار او، معرف ارتباط آن با آتشکده کشاورزان بوده که همان آتشکده آذر برزین‌مهر است. با این پیشینه؛ برزین‌مهر در ادبیات فارسی در جایگاه نمادی از «نهایت فروزندگی» کاربردهای فراوانی یافته‌است:
| شب تار، جوینده کین منم؛ |  | همان آتشِ تیزِ بُرزین منم |

«شاهنامه» فردوسی
| در دل و دیده من سال و ماه |  | آذر برزین بود و رود گنگ |

«مسعود سعد سلمان»
| کسی‌که آتش برزین ندیده بود، بِدید |  | رخش چون آتش و زلفش دمیده ریحانش |

«سلمان ساوجی»
| گرد گلشن ز فروغ لاله |  | گویی آتشکده برزین است |

«ابوالفرج رونی»
| غم در جگر زد آتش برزین مرا و من |  | از آب دیده دجله به برزن برآورم |

«خاقانی»

## جغرافیای برزین‌مهر

### در متون دینی زرتشتی

#### کوه ریوند
چنان‌که در تفسیر پهلوی آتش نیایش آمده: جای آذربرزین در کوه ریوند است. «بندهش» نیز می‌گوید: ریوندکوه که آذر برزین‌مهر بدان نشیند در خراسان است؛ همچنین از کوه گنابد نام برده می‌برد که در نه فرسنگی طرف غربی (خاوران‌سویِ) کوه ریوند قرار دارد. و نیز در جایی دیگر می‌گوید: گشتاسب، آتش برزین‌مهر را به کوه ریوند که آن را پشته گشتاسپان می‌خوانند به دادگاه نشانید (=در آتشکده قرار داد). در «گزیده‌های زادسپرم» نیز گفته شده: آذر برزین‌مهر، بر گریوه (=کوهِ) ریوند که پشته گشتاسپان است، جای دارد.

پاره‌ای از بخش نهم بندهش به زبان پهلوی که در آن به جای گرفتن بُرزین‌مِهر بر کوه ریوند خراسان اشاره شده‌است.

#### دریاچه سوور
نیز در متون پهلوی آمده‌است: در پی حمله اهریمن به آب و مقابله آب با او، چندین دریاچه پدید آمد از این میان، دو دریاچه مشهور «چیچست» و «سوور» هستند که در نزدیکی آن‌ها دو آتش معروف آذرگشنسب و آذر برزین‌مهر قرار دارد. «چیچست» را با دریاچه ارومیه امروزی، تطبیق داده‌اند و سوور که به گونه‌های سوبر، سوگر، سودبهر ضبط شده، در ابرشهربوم بر سر کوه توس قرار داشته‌است. دربارهٔ این دریاچه آمده‌است که هر ستبری (کثافت) به اطراف افکند و خویش، روشن و پاک، نگه دارد. مانند چشمی که هر ریمن (چرک) و گردی را به اطراف افکند. در نزدیکی آن، آذر سودی‌مهر یعنی برزین‌مهر نشیند.

### در منابع دوره اسلامی

بریده صفحه‌ای از کتاب الملل و النحل تألیف شهرستانی به زبان عربی که در آن از آتشکده‌های نیشابور، نسا و خوارزم نام برده شده که در زمان زرتشت و گشتاسب برپای گردیدند.

در «کتاب البدان» ابن فقیه همدانی (سده ۳ هـ. ق)؛ پس از اشاره به آتش جمشید یا آذرخره (= آذرفرنبغ) که در کاریان فارس قرار گرفته و آتش کیخسرو یا آذرگشنسب که در شیز آذربایجان قرار گرفته، به آتش زرتشت در ناحیه نیشابور اشاره شده و تصریح گردیده که یکی از آتش‌های اصلی زرتشتیان است. در «مروج الذهب و معادن الجوهر» مسعودی (سده ۴ هـ. ق)، از آتشکده‌هایی یاد شده که زرتشت، بنیان گذاشت. آتشکده نیشابور، نسا و خوارزم (که بعدها به کاریان منتقل شد) از این جمله است. به تصریح «دانشنامه ایران»، آتشکده مورد اشاره مسعودی در نیشابور، همان آذر برزین‌مهر است. در «الملل و نحل» شهرستانی (سده ۶ هـ. ق) نیز از آتشکده‌های نیشابور، نسا، خوارزم و … نام‌می‌برد که در زمان زرتشت برپای گردید. «لغت فرس» اسدی توسی (سده ۵ هـ. ق)؛ برزین‌مهر را آتشگاهی به گنبد (یا کنبد) در نیشابور معرفی نموده‌است.

### در دوران کنونی
پس از سده‌ها؛ در دوران معاصر، جا و محل برزین‌مهر در خراسان، مورد توجه پژوهشگران باستان‌شناسی، تاریخ و ایرانشناسی قرار گرفته و کوشش‌هایی برای مکان‌یابی این آتشکده، صورت پذیرفته‌است. در حالی که جکسن و سایکس آذر برزین‌مهر را در روستای ریوند سبزوار می‌جویند. هوتوم-شیندلر و مارکورات جایگاه آذر برزین‌مهر را در روستای ریوند نیشابور، بر فراز تپه‌ای به همین نام می‌یابند و هینتس می‌خواهد با تکیه بر شاهنامه و قطع سرو کاشمر (در جنوب نیشابور) در زمان متوکل، خلیفه عباسی، به جایگاه آذر برزین‌مهر دست یابد. افزون بر نظریات این ایرانشناسان و باستان‌شناسان، نظرات گوناگون دیگری از سوی پژوهشگران تاریخ و باستان‌شناسی ایرانی و غیرایرانی، دربارهٔ محل و مکان این آتشکده بیان شده‌است؛ آنچه در سرانجام پژوهش‌های یا نظریات مکان‌یابی برزین‌مهر، به چشم می‌خورد این است که موضوع مکان‌یابی آتشکده آذر برزین‌مهر، همچنان موضوعی سرگشاده و قابل بحث و بررسی است. در ادامه؛ محل‌ها و نظریه‌های مطرح شده به عنوان جایگاه برزین‌مهر در جغرافیای معاصر، به ترتیب حروف الفبای نام شهرستان، می‌آید. ترتیب قرارگیری نام‌ها، به هیچ روی، نشانگر ارزشگذاری بر محل‌ها و نظریه‌های مطرح شده نیست.

#### چناران
چنان‌که در گزیده‌های زادسپرم آمده؛ آتشکده آذر برزین‌مهر در نزدیک دریاچه سوور قرار دارد و در بندهش، جای این دریاچه در ابرشهربوم، بر سر کوه توس است برخی پژوهشگران و باستان‌شنان؛ دریاچه چشمه سبز بر فراز کوهستان بینالود که میان ابرشهر (نیشابور کنونی) و توس (دشت مشهد کنونی) واقع شده، را همان دریاچه سوور متون پهلوی دانسته‌اند که در شاهنامه فردوسی با نام چشمه سوی توس، ماجراها و داستان‌هایی بر محور آن، روایت شده‌است. در پژوهشی داوود منشی‌زاده، منتشر شده در کتاب Topographisch-historische Studien zum iranischen Nationalepos (مطالعات موضع‌نگاری-تاریخی دربارهٔ حماسه ملی ایران)؛ این چشمه، همان دریاچه سوور بندهش، شناسایی شده و موقعیت جغرافیایی آن نسبت به آتشکده برزین‌مهر، مشخص گردیده‌است. چشمه سبز، در جغرافیای امروز، در نزدیکی گلمکان از توابع شهرستان چناران واقع شده؛ و سرانجام اینکه اداره میراث فرهنگی چناران، در دوم خرداد ۱۳۹۴، از شناسایی آتشکده برزین‌مهر در کنار ۳۰ اثر دیگر باستانی در این شهرستان، و همچنین ثبت تالاب چشمه سبز گلمکان در فهرست آثار ملی طبیعی ایران، خبر داده‌است.

#### داورزن

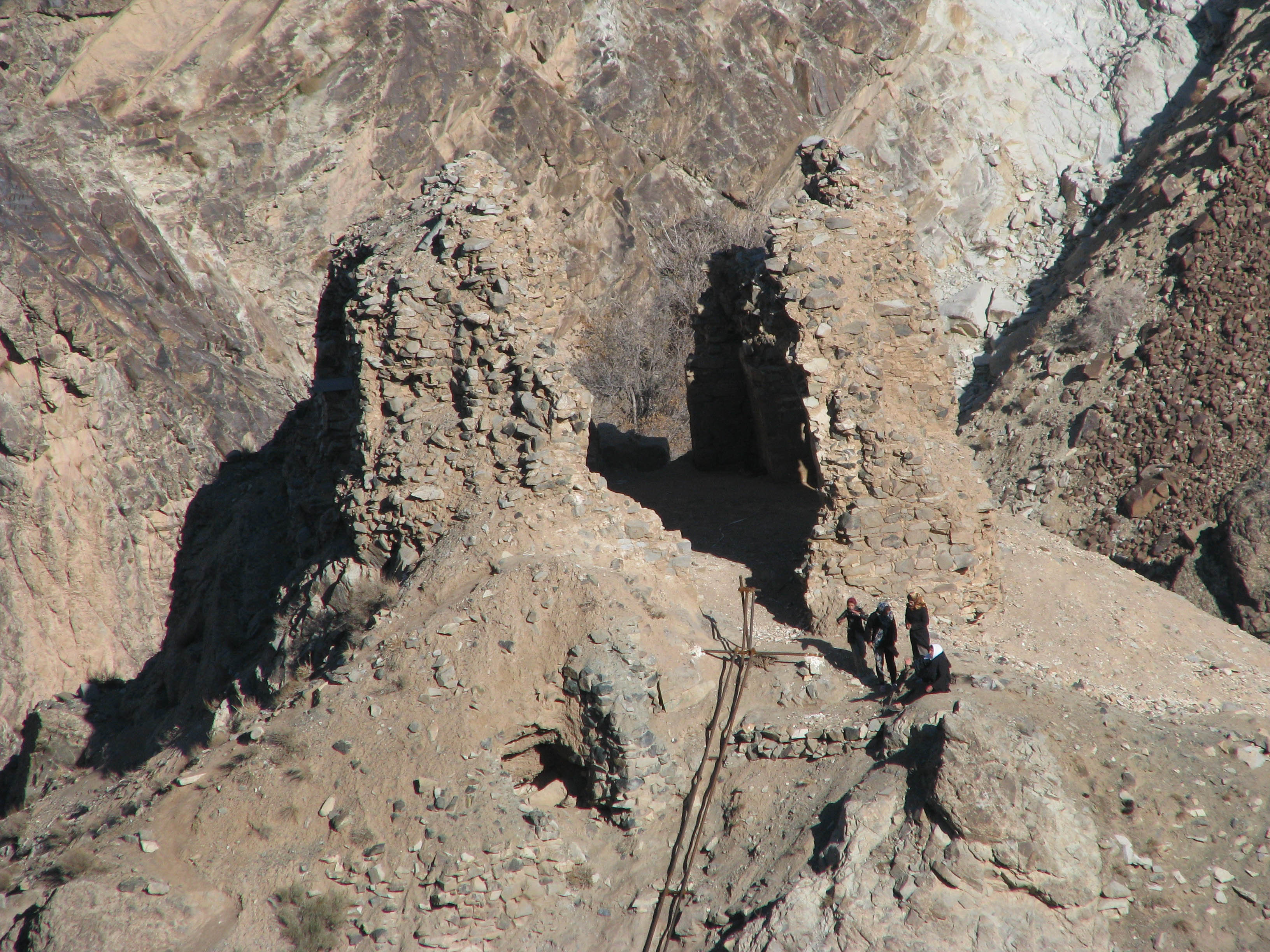
چهارتاقی خانه دیو، در ارتفاعات نزدیکی روستای فشتنق شهرستان داورزن؛ برخی ایران‌شناسان و باستان‌شناسان، این چهارطاقی ساسانی را که کاربری آتشکده از نوع آدران داشته‌است را آتشکده برزین‌مهر معرفی نموده‌اند.

چهارتاقی خانه دیو، بر فراز ارتفاعات جبهه شمالی آبادی‌های زردکوهی، فشتنق، کیف و ساروق از توابع دهستان باشتین، بخش باشتین شهرستان داورزن و در ۵ کیلومتری شمال روستای فشتنق قرار گرفته‌است. این چهارتاقی که قدمت آن به دوره ساسانی می‌رسد به شماره ۴۰۳۵ در تاریخ ۱۳۸۰/۰۷/۱۰ در فهرست آثار ملی ثبت شده‌است. در کتاب «ایران در زمان ساسانیان» از نظر جکسن، مکان آتشکده آذر برزین‌مهر در قریه مهر (واقع در جنوب شرقی ناحیه چهارطاقی خانه دیو) معرفی شده؛ همچنین فائق توحیدی، باستانشناس مرکز باستان‌شناسی ایران، این چهارتاقی موسوم به خانه دیو را آتشکده آذر برزین‌مهر ساسانی معرفی نموده‌است. در پرونده ثبتی این چهارتاقی، به نقل از برهان قاطع آمده‌است: آذر برزین‌مهر، نام آتشکده ششم از هفت آتشکده ایرانیان است که آن را یکی از خلفای زردشت ساخته و گفته‌اند کیخسرو سوار بر اسبی بود که ناگهان صدای رعدی بلند شد چنان هیبت‌ناک که کیخسرو خود را از اسب انداخت و آتش «بَر زینِ» اسب فرود آمد و زین، آتش گرفت. اما دیگر نگذاشتند که آن آتش خاموش شود و در همان‌جا برای آن آتش، آتشکده‌ای ساختند و نامش را «آذر بَر زین» گذاشتند. بر روی این محوطه (چهارتاقی) چند فصل مطالعات باستان‌شناسی انجام شده و شرح مختصر و نتایج بخشی از آن‌ها، در مقاله علمی-پژوهشی که توسط چند تن از پژوهشگران و استادان باستان‌شناسی دانشگاه‌های ایران فراگرد آمده، ارائه شده‌است. طی آخرین تحولات در راستای بررسی فرضیه انتساب چارتاقی خانه دیو به عنوان محل آتشکده آذر برزین‌مهر؛ این محل، طی سال‌های ۱۳۸۹ و ۱۳۹۰ توسط باستان‌شناسان ایرانی و لهستانی مورد بررسی باستان‌شناسی قرار گرفته و پس از سه فصل کاوش، بدون رسیدن به هیچ گونه مستندات علمی و باستان‌شناسی، نتساب این محل به عنوان جایگاه آتشکده آذر برزین‌مهر مورد تأیید نگردید و کائیم و بختیاری شهری سرپرستان هیئت‌های باستان‌شناسی لهستانی و ایرانی، انتساب این محل به عنوان آتشکده آذر برزین‌مهر را به‌طور کلی رد کردند.

#### سبزوار
بر پایه بررسی‌هایی که علی‌اشرف صادقی بر روی بندهش، شاهنامه و گزیده‌های زادسپرم انجام داده و با برداشت‌هایی از کتاب‌های تاریخی و جغرافیایی قدیم؛ گنبدی که در «لغت فرس» اسدی توسی، به عنوان محل آذربرزین‌مهر، آمده‌است را همان ده جنبد (دگرگون شده «ده گنبد») دهستان کیذقان بخش ششتمد شهرستان سبزوار دانسته که در کتاب «تاریخ بیهق» ابوالحسن بیهقی به وجود آتشکده‌ای در آن، اشاره شده‌است. علی‌اشرف صادقی، این ناحیه را به عنوان محل آذربرزین‌مهر معرفی نموده‌است.

#### قوچان
گروهی از تاریخنگاران، بر این باورند که میان استوا (نام پیشین قوچان) و شهر آساک (آشاک یا آرسکا) دوره پارتیان (اشکانی‌ها) پیوندی وجود دارد برخی آن‌ها را منطبق و یکی دانسته و برخی دیگر آساک را شهری در نزدیکی قوچان کنونی دانسته‌اند. هوفمان حدس زده‌است که آتش جاودانی شهر آساک در ایالت آستائوین که ارشک مؤسس سلسله اشکانی در حضور آن، به تخت شاهی نشست؛ نسبتی با آتش برزین‌مهر دارد، زیرا مکان این آتش در عهد ساسانیان نزدیک شهر آساک بوده‌است.

#### کاشمر

بازسازی نمونه ساسانی آتشکده کشمر در نزدیکی مجموعه تاریخی قلعه آتشگاه قرار دارد

در بخشی از شاهنامه فردوسی، ماجرای پیدا شدن زرتشت و پذیرفتن گشتاسپ دین او را به نظم درآمده که گشتاسب پس از پذیرفتن دین زرتشت، موبدان را به سرتاسر گیتی روانه می‌کند و آذر به آتشکده‌ها (گنبدان) می‌نهد و نخستین آنان، آذر برزین‌مهر است که به کِشمر (کاشمر) بنیان گذارد و در جلوی آتشکده، سرو بهشتی را کاشت و آن را نماد پذیرفتن دین بهی قرار داد و موبدان را به سرتاسر جهان فرستاد و فرمان داد همه نامداران و بزرگان به سوی آن پرستشکده روی آورند. مناطق کاشمر و نیشابور در دوران شاهنشاهی اشکانی از نواحی حاصل‌خیز ایران به‌شمار می‌رفته و از آنجا که فرمانروایان اشکانی نسبت به حاکمان پیش از خود؛ یعنی سلوکیان اهمیت به‌مراتب زیادی برای دین مزدیسنا قائل بودند، سرو کشمر و آتشگاه آن را که یادگار زرتشت محسوب می‌شد مورد توجه بالایی قرار دادند. به استناد سنگ‌نبشته پایکولی، در دوران شاهنشاهی ساسانی کشمر جزء محدوده خراسان بزرگ به‌شمار می‌رفته و ساسانیان برای احیای آیین باستانی تلاش زیادی کردند و چون در آن زمان، دیگر از آتشکده کشمر چیزی برجای نمانده بود، شاهان ساسانی به ایجاد آتشکده دیگری دست می‌زنند که همچنان در چند کیلومتر بالاتر از شهر باستانی کشمر در مجموعه قلعه آتشگاه باقی مانده‌است. خرابه‌های این قلعه هم‌اکنون در ۵–۶ کیلومتری شمال غربی شهر کاشمر باقی است و از یادگارهای عصر ساسانی به‌شمار می‌رود.

#### نیشابور

سردرب ورودی محوطه معدن فیروزه نیشابور؛ بنا به تصریح متون تاریخی و جغرافیایی قدیم، این معدن و شهر ریوند در منطقه ریوند نیشابور، قرار داشته‌است. این ناحیه، در جغرافیای امروز از توابع شهرستان فیروزه است.

نمایی از محوطه و آرامگاه امامزاده حسین‌اصغر بر ارتفاعات اردلان در نزدیکی برزنون در شمال غربی نیشابور؛ برخی ایرانشناسان و پژوهشگران تاریخ و فرهنگ ایران باستان، این ناحیه را جایگاه برزین‌مهر دانسته‌اند.

ریوند و بینالود
بندهش می‌گوید: ریوند، خانه آذر بُرزین‌مهر است؛ که آتشکده آذرِ بُرزین‌مِهر، بر فراز کوه ریوند خراسان، در نزدیکی نیشابور قرار داشته. این مهم، در نوشته‌های گروهی از پژوهشگران تاریخ و فرهنگ ایران دوره مزدیسنایی، تصریح گردیده‌است. در جدول زیر، دیدگاه شماری از ایران‌شناسان، اوستاشناسان و پژوهشگران متون پهلوی و تاریخ کیش مزدیسنا دربارهٔ جای‌گاه برزین‌مهر آمده‌است:
| نام نویسنده                          | دیدگاه                                                                                              | منبع                                      |
| ------------------------------------ | --------------------------------------------------------------------------------------------------- | ----------------------------------------- |
| اوشیدری، جهانگیر                     | کوه ریوند در نیشابور خراسان است و آتشکده مشهور آذر برزین‌مهر در آنجاست                               | دانشنامه مزدیسنا[۱۶۵]                     |
| بحرانیان، حمیده                      | کوه ریوند در نیشابور خراسان است و آتشکده مشهور آذر برزین‌مهر در آن قرار دارد                         | واژه‌نامه اعلام جغرافیایی باستانی[۱۶۶]     |
| برونر، سی (C. Brunner)               | نزدیک نیشابور، بر پشته ریوند (احتمالاً کوه‌های بینالود کنونی)                                         | ایرانیکا[۱۶۷]                             |
| بهار، مهرداد                         | کوه ریوند در خراسان؛ و برزین‌مهر بر آن بوده. کوه‌های شمالی نیشابور، ریوند خوانده می‌شود                | بندهش[۱۶۸]                                |
| بهزادی، رقیه                         | در سرزمین خراسان، در ابرشهر (نیشابور)، بالای کوه ریوند جای داشت                                     | بندهش هندی[۱۶۹]                           |
| بویس، مری (Mary Boyce)               | در کوه ریوند، احتمالاً رشته‌ای از کوه‌های نیشابور خراسان، یعنی در خود پارت، جای داشت                   | زردشتیان[۱۷۰]                             |
| پورداود، ابراهیم                     | پایگاهش بالای کوه ریوند است در ابرشهر (نیشابور)                                                     | یسنا[۱۷۱]                                 |
| تفضلی، احمد                          | در کوه ریوند نیشابور قرار داشته‌است                                                                  | دانشنامه ایران[۱۷۲]                       |
| دوستخواه، جلیل                       | در کوه ریوند خراسان (در نزدیکی نیشابور) جای داشته                                                   | اوستا[۱۷۳]                                |
| دوشن-گیمن، ژاک                       | آتش آنان (کشاورزان ایران) در کوه ریوند در شمال غربی نیشابور بود                                     | Symbols and Values in Zoroastrianism[۱۷۴] |
| جنیدی، فریدون                        | در کوه ریوند نیشابور، زبانه می‌کشیده‌است                                                              | پایتخت‌های ایران[۱۷۵]                      |
| چوکسی، جمشید (Jamsheed K. Choksy)    | در کوهی به نام ریوند، در شمال غربی نیشابورِ پارت (= خراسان، در دوران‌های بعد) زبانه می‌کشیده‌است        | Encyclopedia of Religion[۱۷۶]             |
| راشد محصل، محمدتقی                   | در کوه ریوند در حدود نیشابور بوده‌است                                                                | گزیده‌های زادسپرم[۱۷۷]                     |
| رجبی، پرویز                          | در نزدیکی نیشابور بر فراز کوه ریوند قرار داشته‌است                                                   | آذر و آذرگان[۱۷۸]                         |
| شهزادی، رستم                         | جای آن در ریوندکوه حدود نیشاپور خراسان بوده                                                         | واژه‌نامه پازند[۱۷۹]                       |
| فره‌وشی، بهرام                        | این آتشکده در خراسان و پایگاه آن بر بالای کوه ریوند در ابرشهر یا نیشاپور بوده                       | فرهنگ زبان پهلوی[۱۸۰]                     |
| قلی‌زاده، خسرو                        | در کوه ریوند در شمال غربی نیشابور جای داشته‌است                                                      | فرهنگ اساطیر ایرانی[۱۸۱]                  |
| کریستنسن، آرتور                      | در میان کوه‌های ریون (= ریوند) در شمال غربی نیشابور شعله می‌کشیده‌است                                  | THE CAMBRIDGE ANCIENT HISTORY[۱۸۲]        |
| کزازی، جلال‌الدین                     | آتش کشاورزان بوده‌است و در آتشکده‌ای در کوه ریوند، کوهی در خراسان، و در نزدیکی نیشابور، همیشه فروزان. | نامه باستان[۱۸۳]                          |
| لانگلوا، و (Charles-Victor Langlois) | در مشرق مملکت، در کوه‌های ریوند شمالی غربی نیشابور واقع بود                                          | ایران در زمان ساسانیان[۱۸۴]               |
| هوفمان، جی (G.Hffmann)               | در مشرق مملکت، در کوه‌های ریوند شمالی غربی نیشابور واقع بود                                          | ایران در زمان ساسانیان[۱۸۵]               |
| هینلز، جان راسل (John R. Hinnells)   | در کوه ریوند در شمال غربی نیشابور قرار گرفته بود                                                    | Persian Mythology[۱۸۶]                    |
برپایه متون پهلوی، ریوند یکی از ۲۲۴۴ کوهی است که از البرزکوه رست. نام این کوه در کنار نام کوه‌های پَدِشخوار و داراَسپند ذکر شده‌است. بندهش دربارهٔ کوه ریوند گوید: او را ریوندی این است که رایومند (یعنی «شکوهنده») است. «بینالود»، نام معاصر کوهستانی است گسترده در جبهه شمالی دشت نیشابور، که از آن در اوستا به نام رئونت؛ و در بندهش، به نام «ریوند» یاد شده‌است. این کوهستان بلندبالا و ستبرپیکر، دارای روند شمال غربی- جنوب شرقی است، بلندترین قله‌های خراسان در آن قرار گرفته‌اند و به «بام خراسان» مشهور است. نام این کوه (رئونت اوستایی و ریوند پهلوی)، به معنی باشکوه؛ دارنده جلال و شکوه و فروغ است. اما فریدون جنیدی، ایرانشناس معاصر، به‌طور خاص؛ رشته‌ای از ارتفاعات بینالود را که روستای برزنون (بورزنی) و معدن فیروزه در آنجا قرار دارد را ریوندکوه دانسته و محل آذر برزین‌مهر معرفی کرده‌است. و ایران‌شناسانی همچون هوتوم-شیندلر، مارکوارت نیز جایگاه آذر برزین‌مهر در روستای ریوند نیشابور و بر فراز تپه‌ای به همین نام (=ریوند) دانسته‌اند. نوشته‌های جغرافی‌نویسان قدیم دربارهٔ قریه ریوند و معدن فیروزه، در شمال غربی نیشابور و در منطقه ریوند نیشابور، از قرائن تاریخی این دیدگاه می‌باشند.
سوور و چشمه سبز
نسکِ پَهلَویِ گزیده‌های زادسپرم، نشان آذرگشنسب را در کنار دریاچه چیچست، و آذر برزین‌مهر را در نزدیکی دریاچه سوور داده‌است چنین که: «چیچست؛ که به ساحلش آذرگشنسپ پیروزگر نشیند (قرار دارد) …. و دیگر سوور؛ و در نزدیکی آن، آذر سودی‌مهر، یعنی بُرزین‌مهر، نشیند (قرار دارد)». می‌دانیم آذربرزین‌مهر در کوه ریوند در حدود نیشابور (ابرشهر) قرار داشته؛ در بندهش نیز پس از یادکرد دریاچه چیچست در آذربایجان، بی‌درنگ؛ از دریاچه سوبر در ابرشهر بوم (نیشابور)، بر سر کوه توس (یعنی در خراسان)، یادکرده است. این دریاچه («سوور» یا سوبر در متون پهلوی) را با دریاچه چشمه سبز، در میان نیشابور و توس، که در شاهنامه فردوسی نیر به نام چشمه سو از آن یاد شده، مطابقت داده‌اند. چشمه‌سبز، بر روی کوهستان بینالود و میان نیشابور و توس (در قلمرو گمکان شهرستان چناران امروزی) قرار دارد.
جنیدی نیز به این چشمه سبز یا چشمه‌سو (Sow) که بر سر کوه توس (نام دیگر بینالود در بندهش) است اشاره نموده و از آتشکده برزین‌مهر که بر کوه ریوند، حوالی روستای بورزونی یا برزنون (از توابع بخش سرولایت شهرستان نیشابور) یاد کرده‌است. مری بویس، با نگاه به بند ششم آتش نیایش (در خرده‌اوستا)، انشعابات کوه‌های نیشابور، نزدیک روستای برزنون را محل احتمالی آذربرزین‌مهر دانسته و تصریح نموده که یک بخش از نام این آذر (= بُرزین‌مهر)، در نام این روستا (Borzīnān) حفظ شده‌است. این منطقه در پژوهش احمدرضا سالم، چنین توصیف شده‌است: ناحیه‌ای کوهستانی، تپه‌های بلند و مشرف بر دشت‌های وسیع که می‌تواند جایگاهی مناسب برای بنای یک آتشکده باشد. وجود امامزاده‌ای در نزدیکی روستای برزنون را نباید نادیده گرفت؛ همسایگی نیایشگاه‌های ایرانی با آرامگاه‌ها موضوع جدیدی نیست.